# Тувалу (язык)
Тува́лу — официальный язык Тувалу. Принадлежит к полинезийской подгруппе австронезийской семьи языков. Общее число носителей — 13 051 человек. Традиционное название — te ggana Tuvalu.
Язык тувалу в большей степени родственен полинезийским языкам, распространённым за пределами «полинезийского треугольника» в Микронезии и Северной/Центральной Меланезии, и в меньшей степени гавайскому, маори, таитянскому, самоанскому и тонганскому языкам. В лексике тувалу также большое количество заимствований из самоанского языка, который в прошлом был языком христианских миссионеров в регионе.

## Распространение
Согласно данным 1998 года общее количество носителей языка на островах Тувалу, площадь которых всего 26 км², составляло 10 670 человек; суммарное количество носителей (включая тувалийских мигрантов на островах Фиджи, Кирибати, Науру и Новой Зеландии) — 13 051 человек.

## Диалекты
В языке тувалу выделяются семь диалектов, каждый из которых распространён на семи населённых островах Тувалу. Все они выделяются в две диалектные зоны: северный тувалу (распространён на атоллах Нануманга, Нанумеа и Ниутао) и южный тувалу (распространён на островах Нукуфетау, Ваитупу, Фунафути и Нукулаэлаэ). Ниулакита был заселён только в XX веке. На атолле Нуи жители разговаривают на одном из диалектов языка кирибати. Семь диалектов языка тувалу различаются, прежде всего, в фонетике и лексике. Диалекты Фунафути и Ваитупу являются самыми распространёнными.

## Влияние других языков
Значительное влияние на развитие языка тувалу оказали такие языки, как кирибати, самоанский и английский.
Влияние кирибати существовало с давних времён и во многом объясняется тесными культурными и экономическими связями между островами Тувалу и Гилберта. В колониальный же период, когда два архипелага составляли одну британскую колонию Острова Гилберта и Эллис, язык кирибати играл важную роль в политической жизни Тувалу: колониальная администрация располагалась на атолле Тарава.
Самоанский язык появился на архипелаге в XIX веке вместе с первыми христианскими миссионерами, которые были выходцами из Самоа. Этим объясняется тот факт, что большинство заимствований из самоанского языка — это различные религиозные и библейские термины, которые, в свою очередь, имеют греческое, латинское и древнееврейское происхождение. Вплоть до 1930-х годов самоанский язык был языком колониальной администрации, а вплоть до 1950-х годов — церковным языком в Тувалу (на самоанском языке были написаны Библия и другие религиозные книги). Тем не менее в последние десятилетия роль самоанского резко упала, уступив место тувалу.
Английский язык стал играть важную роль с середины 1970-х годов.

## Алфавит
В языке используется латинский алфавит, состоящий из 16 букв: 5 гласных (a, e, i, o, u; для длинных гласных используется макрон) и 11 согласных (f, g, h, k, l, m, n, p, s, t, v; для согласных может использоваться гравис).
Гласные буквы иногда могут формировать целое слово, однако согласная буква не может стоять в одиночку и во всех случаях за ней должна следовать гласная.
Стандартизированная орфография в языке тувалу отсутствует.

## Фонетика

### Согласные
|             | губно-губные | губно-зубные | альвеолярные | заднеязычные | глоттальные |
| ----------- | ------------ | ------------ | ------------ | ------------ | ----------- |
| взрывные    | p            |              | t            | k            |             |
| назальные   | m            |              | n            | g [ŋ]        |             |
| фрикативные |              | f / v        | s            |              | (h)         |
| латеральные |              |              | l            |              |             |

### Гласные
|         | передние | средние | задние |
| ------- | -------- | ------- | ------ |
| верхние | i        |         | u      |
| средние | e        |         | o      |
| нижние  |          | a       |        |

### Ударение
Ударение в языке тувалу всегда стоит на предпоследнем слоге за исключением случаев, когда в последнем слоге длинный гласный звук, который, как правило, является ударным.